# Tom Gamble
Tom Gamble, född 7 november 2001 i Epperstone, är en brittisk racerförare.